# Caso Grégory Villemin
Grégory Villemin (24 de agosto de 1980 - 16 de octubre de 1984) fue un niño francés natural de Lépanges-sur-Vologne que fue asesinado a la edad de 4 años. Su cuerpo fue encontrado a 7 kilómetros de distancia en el río Vologne, cerca de Docelles. El caso es conocido como el caso Grégory (en francés: affaire Grégory) y durante décadas ha recibido una amplia cobertura mediática en Francia, donde sigue captando el interés público. El asesinato sigue sin resolverse.

## Contexto
De septiembre de 1981 a octubre de 1984, los padres de Grégory, Jean-Marie y Christine Villemin, y los padres de Jean-Marie (abuelos de Grégory), Albert y Monique Villemin, recibieron numerosas cartas anónimas y llamadas telefónicas de un hombre amenazando con vengarse de Jean-Marie por algún delito desconocido.

## Asesinato

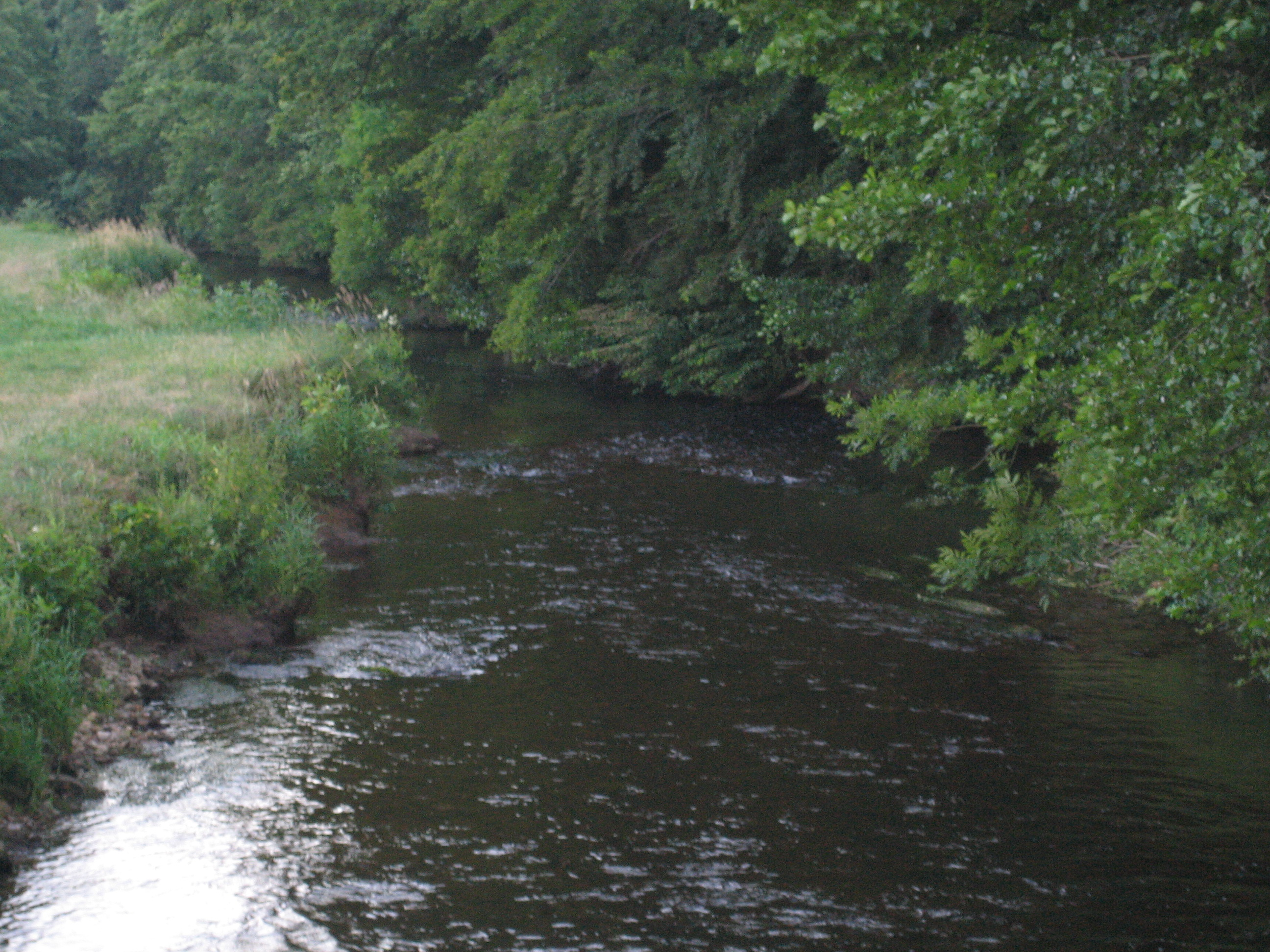
El río Vologne, donde apareció el cuerpo de Grégory Villemin, a la altura de Deycimont.

Poco después de las 17:00 del 16 de octubre de 1984, Christine Villemin denunció a la policía la desaparición de Grégory tras percatarse de que ya no estaba jugando en el patio delantero de los Villemin. A las 17:30, el tío de Gregory, Michel Villemin, informó a la familia de que una llamada anónima le había dicho que el niño había sido secuestrado y arrojado al río Vologne. A las 21:00, el cuerpo de Grégory fue encontrado en el Vologne con las manos y los pies atados con una cuerda y un gorro de lana tirado sobre su cara.

## Investigación criminal
El 17 de octubre los Villemin recibieron una carta anónima que decía: "Me he vengado". A partir de ese momento, el desconocido autor, cuyas comunicaciones escritas y telefónicas desde 1981 indicaban que poseía un conocimiento detallado de la extensa familia Villemin, fue llamado por los medios de comunicación Le Corbeau (El Cuervo), jerga francesa para un escritor de cartas anónimas, término popularizado por la película francesa de 1943 Le Corbeau.
Bernard Laroche, primo de Jean-Marie Villemin, fue implicado en el asesinato por expertos en escritura y por una declaración de la cuñada de Laroche, Murielle Bolle, y detenido el 5 de noviembre de 1984. Bolle se retractó más tarde de su testimonio, diciendo que había sido coaccionada por la policía. Laroche, que negó haber participado en el crimen o ser El Cuervo, fue liberado el 4 de febrero de 1985. Jean-Marie Villemin juró ante la prensa que mataría a Laroche.
El 25 de marzo, expertos en caligrafía identificaron a la madre de Grégory, Christine, como la probable autora de las cartas anónimas. El 29 de marzo de 1985, Jean-Marie Villemin disparó y mató a Laroche cuando este iba a trabajar. Fue declarado culpable de asesinato y condenado a 5 años de prisión. Por el tiempo cumplido en prisión provisional a espera de juicio y una suspensión parcial de la condena, fue liberado en diciembre de 1987 después de haber cumplido dos años y medio de cárcel.
En julio de 1985, Christine Villemin fue acusada del asesinato. Embarazada en ese momento, inició una huelga de hambre que duró 11 días. Fue liberada después de que un tribunal de apelaciones citara pruebas poco sólidas y la ausencia de un motivo coherente. Christine Villemin fue absuelta de los cargos el 2 de febrero de 1993.
El caso fue reabierto en 2000 para permitir la prueba de ADN en un sello usado para enviar una de las cartas anónimas, pero las pruebas no fueron concluyentes. En diciembre de 2008, tras una solicitud de los Villemin, un juez ordenó la reapertura del caso para permitir la prueba de ADN de la cuerda usada para atar a Grégory, las cartas y otras pruebas. Esta prueba no fue concluyente. Otras pruebas de ADN en abril de 2013 en la ropa y zapatos de Grégory tampoco fueron concluyentes.
El 14 de junio de 2017, sobre la base de nuevas pruebas, se detuvo a tres personas: la tía y el tío abuelo de Grégory, así como una tía, la viuda de Michel, que murió en 2010. La tía fue puesta en libertad, mientras que la tía y el tío abuelo invocaron su derecho a guardar silencio. Muriel Bolle también fue arrestada y estuvo detenida durante 36 días antes de ser puesta en libertad, al igual que los demás detenidos. El 11 de julio de 2017, el magistrado encargado de la primera investigación, Jean-Michel Lambert, se suicidó, citando en una carta de despedida a un periódico local la creciente presión resultante de la reapertura del caso.
En 2018, Murielle Bolle escribió un libro sobre su participación en el caso, Briser le silence (Romper el silencio). En el libro, Bolle mantuvo su inocencia y la de Bernard Laroche y culpó a la policía por coaccionarla para que lo implicara. En junio de 2017, el primo de Bolle, Patrick Faivre, dijo a la policía que la familia de Bolle había abusado físicamente de ella en 1984 para hacerla retractarse de su testimonio inicial contra Bernard Laroche. En su libro, Bolle acusó a Faivre de mentir sobre la razón por la que se retractó de su declaración inicial.  En junio de 2019, fue acusada de difamación agravada después de que Faivre presentara una denuncia ante la policía.
Jacqueline Thuriot, esposa de Jacob, la tía abuela octogenaria del niño, quien es objeto de importantes sospechas y podría ser una de las víctimas, está siendo interrogada de nuevo con miras a su procesamiento en junio de 2025.